# Igor Arrieta
Igor Arrieta Lizarraga (Huarte-Araquil, Navarra, 8 de diciembre de 2002) es un ciclista español que compite con el equipo UAE Team Emirates XRG.

## Biografía
Nacido en Huarte-Araquil en Navarra, Igor es hijo de José Luis Arrieta, exciclista profesional y director deportivo del equipo Movistar. Su madre es Itziar Lizarraga y tiene un hermano llamado Mikel. Empezó a andar en bicicleta a los nueve años en el Club Ciclista Aralar.
En categoría júnior (17-18 años), se distinguió por ser uno de los mejores corredores españoles. En 2019 ocupó el segundo lugar en la carrera de ruta y contrarreloj en el Campeonato de España. Convocado por la selección nacional, se distinguió por terminar décimo en Gante-Wevelgem júniors. También participa en los Campeonatos de Europa y los Campeonatos del Mundo. En ciclocrós obtuvo numerosas victorias, entre ellas una prueba de la Copa de España Júnior en Pontevedra.
En 2020 se proclamó campeón de España de ciclocrós a principios de año, por segundo año como júnior. En el camino, se coronó bicampeón de Navarra (en línea y contrarreloj) y campeón del País Vasco en línea. También ocupa el segundo puesto en el Campeonato de España de contrarreloj. En agosto participó en su segundo Campeonato de Europa en Plouay, donde consiguió el décimo puesto en la contrarreloj.
En 2021, después de varios buenos resultados en el calendario sub-23 y amateur español, se proclamó campeón de España de contrarreloj sub-23 en Busot, Alicante. Después de este gran resultado y vista su proyección se empezó a especular en qué momento y en qué equipo daría el salto a profesionales. Finalmente terminó la temporada en las filas del Kern Pharma como stagiaire o aprendiz para luego formar parte de la plantilla oficial de 2022, en la que dio el salto al profesionalismo.

## Palmarés

### Ciclocrós
2020
- Campeonato de España de Ciclocrós júnior

### Ruta
2021 (como amateur)
- Campeonato de España de Contrarreloj sub-23

2025
- Clásica de Ordizia

## Resultados

### Grandes Vueltas
| Carrera | Carrera         | 2022 | 2023 | 2024 | 2025 |
| ------- | --------------- | ---- | ---- | ---- | ---- |
|         | Giro de Italia  | —    | —    | —    | 36.º |
|         | Tour de Francia | —    | —    | —    | —    |
|         | Vuelta a España | —    | —    | —    | —    |

### Vueltas menores
| Carrera | Carrera                | 2022 | 2023 | 2024 | 2025 |
| ------- | ---------------------- | ---- | ---- | ---- | ---- |
|         | Vuelta al País Vasco   | 34.º | 27.º | 61.º | Ab.  |
|         | Critérium del Dauphiné | —    | —    | 37.º |      |

### Clásicas y Campeonatos
| Carrera               | Carrera               | 2022 | 2023 | 2024 | 2025 |
| --------------------- | --------------------- | ---- | ---- | ---- | ---- |
|                       | Milán-San Remo        | —    | —    | —    | 64.º |
| Clásica San Sebastián | Clásica San Sebastián | Ab.  | —    | Ab.  |      |
| París-Tours           | París-Tours           | —    | 62.º | —    |      |
| España en Ruta        | España en Ruta        | 31.º | —    | —    |      |
| España Contrarreloj   | España Contrarreloj   | 11.º | —    | —    |      |

—: No participa

Ab.: Abandona

F. c.: Fuera de control

X: No se disputó

## Equipos
- Kern Pharma (2021) (stagiaire)[10]
- Kern Pharma (2022-2023)
- UAE Team Emirates (2024-)
  - UAE Team Emirates (2024)
  - UAE Team Emirates XRG (2025-)